# Để Mai tính 2
Để Mai tính 2 (hay còn được biết với tựa cũ Để Hội tính) là phần spin-off/hậu truyện của bộ phim hài tình cảm Việt Nam năm 2010 Để Mai tính, cả hai phần đều được Charlie Nguyễn nắm giữ vai trò đạo diễn. Nhưng riêng phần hai được CJ Entertainment, Hãng phim Chánh Phương, EarlyRisers Media Group và Galaxy Studio cùng hợp tác sản xuất và được khởi chiếu vào ngày 12 tháng 12 năm 2014 dưới sự phân phối của CJ CGV Việt Nam.
Với dàn diễn viên chính gồm Thái Hòa, Diễm My 9x, Quang Sự, Huy Khánh, Linh Sơn, Thu Trang, Hoàng Phúc và Yaya Trương Nhi; bộ phim tiếp tục theo chân nhân vật Phạm Hương Hội bốn năm sau, khi mà anh phải quyết định lựa chọn giữa tình yêu và tiền tài. Lần hợp tác thứ sáu của bộ đôi Charlie Nguyễn — Thái Hòa được bắt đầu thực hiện vào đầu tháng 3 năm 2014 cùng bản dựng hoàn chỉnh được hoàn tất vào tháng 11.
Kể từ khi ra mắt, Để Mai tính 2 nhận được đa số những ý kiến trái chiều từ giới báo chí, họ chỉ trích nội dung phim kém thông minh và sự xuất hiện dày đặc của những chi tiết hài thô tục, dù vẫn đề cao tính giải trí của bộ phim cùng vài nhận xét khen ngợi khả năng diễn xuất của Thái Hòa. Tuy nhiên, bộ phim còn bị một bộ phận cộng đồng LGBT phản đối gay gắt, họ cho rằng bộ phim đã xâm phạm đến hình ảnh của người chuyển giới/người đồng tính nói chung cũng như chỉ trích gay gắt việc bộ phim lấy hình ảnh đồng tính làm công cụ để chọc cười, thu lợi nhuận.
Bất chấp những tranh cãi trên, Để Mai tính 2 vẫn thu về hơn 5,7 tỷ VND chỉ trong ngày ra mắt trên tổng số 45 tỷ VND doanh thu của tuần đầu tiên, nhanh chóng trở thành một trong những bộ phim điện ảnh trong lẫn ngoài nước có doanh thu cao nhất mọi thời đại ở Việt Nam cùng doanh thu hơn 90 tỷ VND, trước khi bị đánh bại bởi Fast & Furious 7 vài tháng sau đó.

## Nội dung
Bộ phim theo chân nhân vật Phạm Hương Hội (Thái Hòa) bốn năm sau các sự kiện trong phần phim trước, khi anh đã trở thành một doanh nhân thành đạt và trở về Việt Nam thực hiện kế hoạch xây dựng khu trung tâm mua sắm khổng lồ Mega Malls. Trong thời gian này, Hội còn nảy sinh tình cảm với họa sĩ Nam (Quang Sự), vì Nam là người đã giúp Hội thoát khỏi bọn cướp. Tuy nhiên, Nam lại nảy sinh tình cảm thầm kín của mình với Thư Lê (Diễm My 9x), nữ quản lý của khách sạn. Chưa được bao lâu, việc làm ăn của Hội đổ vỡ khiến toàn bộ tài sản của anh bị đóng băng. Nghe theo lời của một thầy bói, Hội quyết định lập kế hoạch chấm dứt tư tưởng về họa sĩ Nam để có thể lấy lại tài sản của mình, bởi theo lời thầy, cuộc đời Hội chỉ có thể chọn duy nhất một thứ: tình yêu hoặc tiền tài.
Sau bốn năm ở Mỹ, nhân vật Hội đã trở thành đại gia trong lĩnh vực bất động sản. Anh trở về Việt Nam làm kinh doanh với mong muốn xây dựng khu trung tâm mua sắm khổng lồ Mega Malls. Về đến sân bay, Hội được tài xế riêng là Hoàng Mỹ ra đón. Hoàng Mỹ đưa Hội về một khách sạn sang trọng. Tại đây Hội bị bọn cướp trấn lột và được giải cứu bởi anh chàng họa sĩ tên Nam. Hội đã say mê Nam, còn Nam đem lòng yêu Thư Lê - nữ quản lý của khách sạn mà Hội đang ở.
Hội đi gặp ông Trúc - một đối tác quan trọng - để ký hợp đồng làm ăn. Tuy nhiên công an đã bắt giam ông Trúc vì nghi ngờ ông buôn ma túy, khiến Hội cũng bị tình nghi. Tài sản của Hội bị đóng băng, Hội không ở khách sạn được nữa nên phải đến nhà Hoàng Mỹ ở tạm. Thấy chuyện làm ăn của mình quá xui xẻo, Hội liền đi xem bói. Bà thầy bói nói rằng cuộc đời Hội chỉ có thể chọn một trong hai thứ: tình yêu hoặc tiền bạc. Hội quyết định chọn tiền bạc. Hội và Hoàng Mỹ lên kế hoạch giúp Hội chấm dứt tư tưởng về Nam.
Nam đã tiếp cận Thư Lê thành công và thuyết phục cô làm người mẫu cho anh vẽ tranh. Thư Lê cũng bắt đầu có tình cảm với Nam, mặc dù ba của cô đang tính gã cô cho công tử Sơn.
Hội bán cái đồng hồ Rolex rồi lấy tiền mua hết số tranh của Nam vẽ. Sau đó Hội và Hoàng Mỹ hẹn gặp Nam ở quán cà phê. Hoàng Mỹ giả vờ là ông chủ yêu thích tranh, còn Hội giả vờ là nhân viên bảo vệ. Với vai trò nhân viên bảo vệ, Hội đến sống chung nhà với Nam để "bảo vệ Nam lúc Nam vẽ tranh". Hội muốn tìm điểm xấu của Nam để dễ dàng quên Nam đi, nhưng Hội không thấy Nam có điểm xấu nào cả.
Tình cảm của Nam và Thư Lê càng lúc càng tiến triển tốt đẹp. Hội cũng đang được Hường - người giúp việc của gia đình Thư Lê để ý, vì cô không biết anh là người đồng tính.
Cô bạn gái cũ của Nam đòi quay lại với Nam, điều này làm Thư Lê hiểu lầm và giận Nam. Thư Lê nghĩ rằng mình đã bị Nam phản bội, cô đau khổ và đồng ý cưới công tử Sơn. Hội sau đó cũng tiết lộ thân phận thật của mình cho Nam biết. Chán nản với mọi thứ xung quanh, Nam quyết định bỏ đi thật xa. Hội và Hoàng Mỹ đã chạy ra bến phà để giữ Nam lại. Hội thuyết phục Nam ngăn chặn đám cưới của Thư Lê vì Sơn là người xấu.
Hội, Hoàng Mỹ và Nam định đi gặp ông Trúc để hỏi về Sơn. Lúc này ông Trúc đang có ý định vượt ngục, ông giả vờ bệnh để được đưa vào bệnh viện. Hoàng Mỹ và Nam lo canh chừng người công an trong khi Hội hỏi cung ông Trúc. Hội và ông Trúc đều bị y tá tiêm thuốc tê vào người, và cuộc rượt đuổi bắt đầu. Cả hai cơ thể bị tê cứng, nhưng Hội vẫn cố gắng đuổi theo, còn ông Trúc vẫn cố gắng bỏ chạy.
Cuối cùng ông Trúc cũng khai ra Sơn là kẻ chủ mưu buôn ma túy. Sơn sau đó bị công an bắt, đám cưới bị hủy bỏ. Sau này Nam và Thư Lê cưới nhau, họ sống hạnh phúc mãi mãi về sau. Hội có lại tài sản và trở về với cuộc sống giàu có. Cuối phim, Hội đang ngồi ở bãi biển thì bị giật giỏ xách, sau đó có anh chàng đẹp trai lấy lại giỏ xách giúp Hội.

## Diễn viên

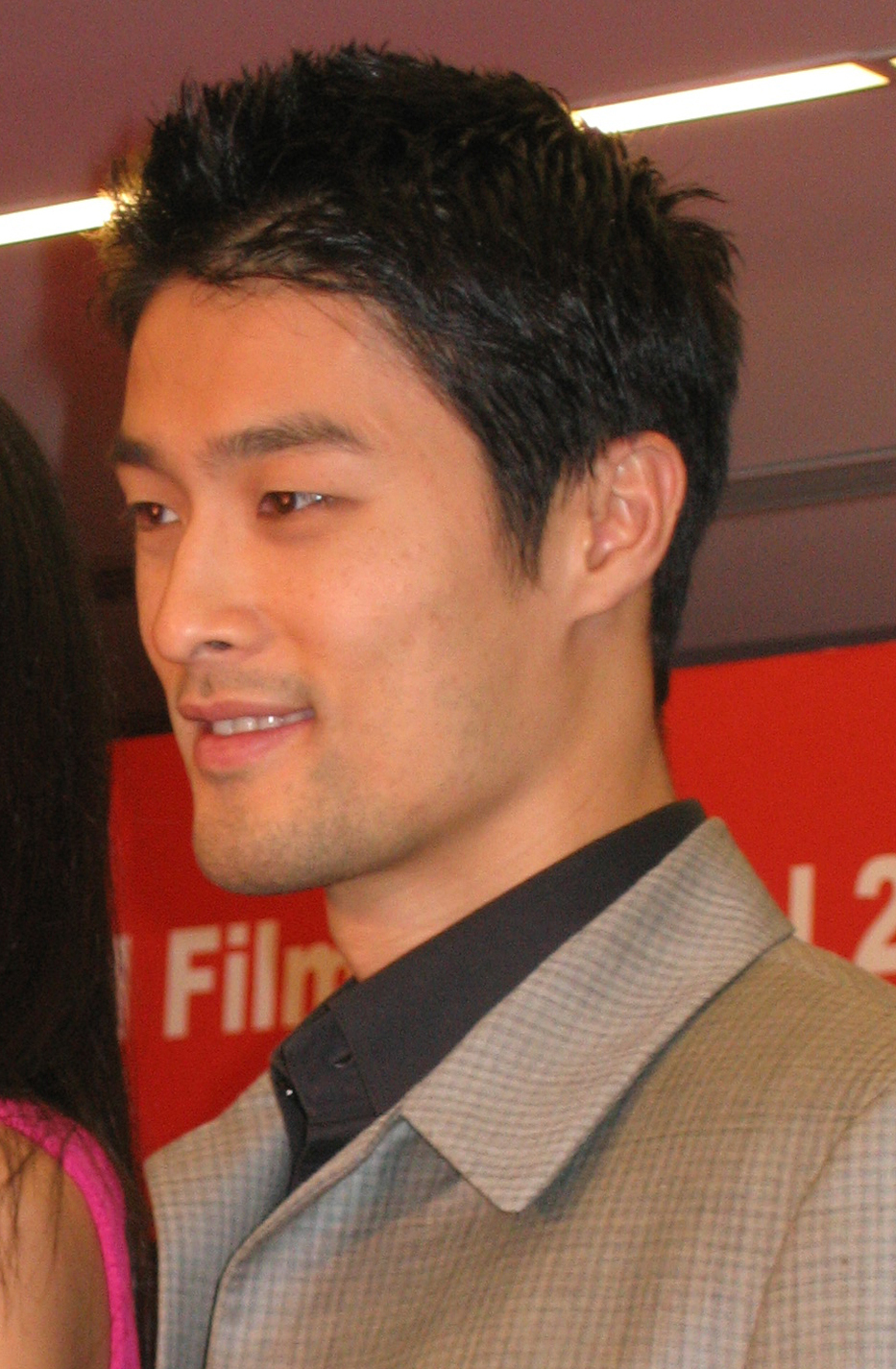
Johnny Trí Nguyễn (ảnh) cùng nữ diễn viên Kathy Uyên của phần trước tiếp tục quay lại phần phim thứ hai, nhưng với vai khách mời.

- Thái Hòa vai Phạm Hương Hội - một doanh nhân thành đạt, trở về Việt Nam xây dựng khu trung tâm mua sắm Mega Malls nhưng lại nảy sinh tình cảm với họa sĩ Nam.
  - Vào cảnh gần cuối phim, nhân vật Tèo em trong phim Tèo em cũng xuất hiện, và Thái Hòa cũng chính là người đóng vai Tèo em.[3]
- Quang Sự vai Nam - một họa sĩ kiêm nhân viên của khách sạn mà Hội đang tạm trú, đang có cảm tình với Thư Lê.
- Diễm My 9x vai Thư Lê - một cô tiểu thư xinh đẹp, nhà giàu, nữ quản lý của khách sạn.
- Huy Khánh vai Hoàng Mỹ - một tài xế taxi vắng khách, nhưng sau này được tuyển làm tài xế riêng của Hội và sớm trở thành người tư vấn tình cảm cho Hội.
- Linh Sơn vai Sơn - một chàng công tử nhà giàu theo đuổi Thư Lê.
- Thu Trang vai Hường - người giúp việc của gia đình Thư Lê và nảy sinh tình cảm với Hội vì không biết anh là người đồng tính.
- Hoàng Phúc vai ba của Thư Lê - người thúc giục Thư Lê và Sơn phải cưới nhau.
- Yaya Trương Nhi vai Quyên - bạn thân của Thư Lê, tiếp tân trong khách sạn, người có tính cách bất thường.
- Huỳnh Anh Tuấn vai ông Trúc[4]
- Kathy Uyên vai Mai[5]
- Johnny Trí Nguyễn vai người bán đĩa dạo[3]
- Dustin Nguyễn vai Dũng (xuất hiện trong cảnh hồi tưởng)
- Petey Majik Nguyễn vai đối tác của Hội
- Lều Phương Anh vai y tá[3]
- Lại Thanh Hương vai cô gái trong quán bar[5]
- Andrea Aybar vai thư ký của Hội (cảnh bị cắt)[6]
- Lâm Thanh Mỹ vai bé An[7]
- Phương Trinh Jolie vai Thảo[7]
- Phi Phụng vai bà thầy bói Sáu Miếu[7]
- Long Đẹp Trai vai Trung - chủ cửa hàng tranh.
- Hồng Sáp vai bà cụ
- Thanh Bình vai công an
- Lê Văn Anh vai người kiểm tra xuất nhập cảnh
- David Phạm vai người tù đẹp trai

## Quá trình sản xuất

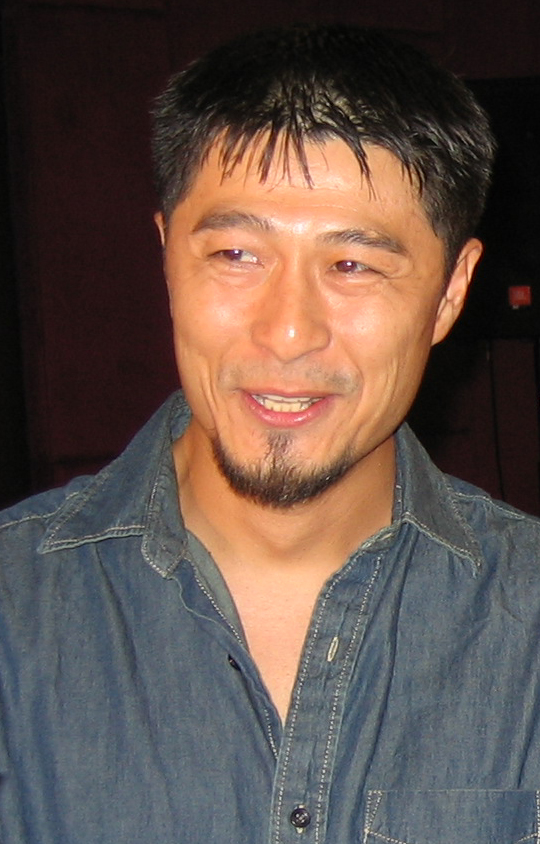
Đạo diễn Charlie Nguyễn đảm nhận vai trò đạo diễn và biên kịch của Để Mai tính 2.

Đầu tháng 3 năm 2014, thông tin Charlie Nguyễn và nam diễn viên Thái Hòa bắt tay thực hiện spin-off/hậu truyện của bộ phim năm 2010 Để Mai tính với tựa Để Hội tính đã chính thức được xác nhận. Đây chính là sự hợp tác lần thứ sáu giữa cả hai sau phim Để Mai tính (2010), Long Ruồi (2011), Cưới ngay kẻo lỡ (2012), Bụi đời Chợ Lớn (2013) và Tèo em (2013).
Cuối tháng 3 năm 2014, đoàn làm phim vẫn trong giai đoạn tiền kỳ trước khi bấm máy, gồm việc thiết kế bối cảnh và lựa chọn phục trang cho diễn viên, ngoài ra các diễn viên cũng đã gặp gỡ, làm việc và diễn thử kịch bản phim. Bộ phim đã được dự kiến bấm máy vào đầu tháng 4 cùng năm và chỉ ghi hình trong vòng 6 tuần.
Bộ phim đã tổ chức bữa tiệc đóng máy vào ngày 22 tháng 5. Đến tháng 11, dù đã có bản dựng hoàn chỉnh nhưng đoàn làm phim vẫn quyết định quay lại một số phân đoạn cuối cho kết phim được "cao trào" hơn. Thái Hòa cho rằng những ngày cuối ghi hình và dựng kịch bản lại gấp rút đã gây ra "tình trạng tâm lý" đầy căng thẳng, đến nỗi anh không còn dám bước chân vào rạp vào đêm công chiếu bộ phim.
Charlie Nguyễn đã chọn Diễm My cho nhân vật nữ chính Thư Lê sau ba lần thử vai. Anh cho rằng vai diễn vốn được "nhắm cho một diễn viên khác, có ngoại hình lớn hơn" nên phải mất đến ba ngày thử vai anh mới quyết định chọn Diễm My. Dù vậy, Charlie Nguyễn khẳng định cô "có sự thông minh trong cách cảm thụ cũng như diễn tả nội tâm của nhân vật" và "có sự sáng tạo tinh tế trong từng chi tiết biểu cảm" cũng như gọi những cách diễn của cô là điều anh cần và phải được ưu tiên trong bộ phim. Riêng Diễm My, cô cho rằng Để Mai tính là bộ phim mà cô yêu thích cũng như hâm mộ tài năng của Charlie Nguyễn, nhưng rất "hồi hộp và căng thẳng" khi được đóng chung với Thái Hòa.
Nữ diễn viên Thu Trang cho rằng cảnh phim cô cởi áo quyến rũ nhân vật Hội sau khi chuốc rượu anh đã khiến cô lẫn chồng - diễn viên Tiến Luật - bị "sốc", riêng chồng của Thu Trang còn đến phim trường rước cô về sớm hơn mọi ngày và cảm giác "khó chịu" sau khi đứng xem cảnh diễn xuất.
Ca khúc chủ đề của Để Mai tính 2 là "Như một lời hứa", được trình bày bởi nữ ca sĩ Thảo Trang, người cũng đã từng góp giọng cho "Angel In Me", ca khúc nhạc phim của phần trước. Ca khúc đã được phát hành dưới dạng đĩa đơn trực tuyến vào ngày 13 tháng 12 năm 2014 kèm theo phiên bản tiếng Anh mang tựa "Like A Promise". Cả hai phiên bản này đều được sáng tác bởi Phan Công Thành. Riêng bản tiếng Việt được xuất hiện ở cuối bộ phim cũng như được Thảo Trang trình diễn trong đêm diễn Tôi tỏa sáng ngày 20 tháng 12 sau đó. Tác giả Ngọc Lee từ YAN News khen ngợi ca khúc là "một làn gió mát thổi vào cuối phim" với lời ca nhẹ nhàng.

## Phát hành

Áp phích quảng bá đầu tiên từ bộ phim với tựa gốc Để Hội tính, mô tả hình tượng mới của nhân vật Phạm Hương Hội trong phim.

Dù được dự kiến ra mắt vào tháng 11 năm 2014, nhưng bộ phim đã chính thức được ra mắt vào ngày 12 tháng 12 năm 2014. Buổi lễ ra mắt phim đã được tổ chức hai đêm trước ngày công chiếu tại Thành phố Hồ Chí Minh.
Đầu tháng 10 năm 2014, áp phích đầu tiên của bộ phim đã được ra mắt cùng hàng loạt những hình ảnh quảng bá khác. Mang tựa phim gốc "Để Hội tính", áp phích mô tả hình tượng mới của nhân vật Hội cùng một mái tóc nhuộm hồng, một cặp kính mát kèm theo một bộ ria mép. Một nguồn tin cho rằng trước khi phát hành, bộ phim đã đổi tựa từ Để Hội tính sang Để Mai tính 2 cho đỡ nhạy cảm hoặc có thể do mục đích thương mại.
Thái Hòa dự đoán rằng bộ phim sẽ không đạt mức doanh thu 100 tỷ VND, "nhưng hãy chờ xem" - anh nói.
Với tựa đề mới, Để Mai tính 2 vẫn thu hút 71,766 khán giả và thu về 5,7 tỷ VND chỉ trong ngày đầu tiên công chiếu, đánh bại kỷ lục 4 tỷ VND ngày đầu của Tèo em năm trước. Hai ngày sau, bộ phim tiếp tục thu về lần lượt 7,5 tỷ và 8 tỷ đồng với tổng cộng 200,000 khán giả, trở thành bộ phim thành công nhì trong năm sau Quả tim máu. Trong tuần đầu phát hành, bộ phim đã thu về 45 tỷ VND cho đến tuần thứ hai công chiếu, ngày 26 tháng 12, bộ phim đã thu về 70 tỷ VND. Đầu năm 2015, phá mọi kỷ lục của phim Việt lẫn phim nước ngoài chiếu tại Việt Nam từ trước đến nay, doanh thu của bộ phim đã lên đến 90 tỷ VND. Kỷ lục sau đó bị Fast & Furious 7 phá vỡ.
Nhà đồng sản xuất và phát hành CGV cho rằng thành công của bộ phim đến từ việc tập trung chủ yếu vào khía cạnh giải trí và cốt truyện đơn giản phù hợp với đại đa số khán giả.

## Tiếp nhận

### Phản hồi từ các nhà báo
Tại đêm công chiếu của Để Mai tính 2, vì quá hồi hộp và sợ cảm giác xem phim cùng các nhà báo, những người mà anh cho rằng "cứ cố tìm ra hạt sạn của phim làm ê-kíp đoàn phim áp lực", nam diễn viên Thái Hòa đã bỏ xuống một quán café và cùng trò chuyện với Á hậu Việt Nam 2010 Vũ Thị Hoàng My — một khách mời đến trễ tại buổi công chiếu — nhằm giải tỏa nỗi căng thẳng của mình. Nhưng thật không may, kể từ khi ra mắt, bộ phim nhận được nhiều phản hồi trái chiều từ giới báo chí.
Ngọc Phương từ báo Người lao động khẳng định rằng Để Mai tính 2 đã "thất bại hoàn toàn" về mặt nghệ thuật khi thừa thải những chi tiết hài "vô duyên, phản cảm", "lố bịch", "dơ" và tục tĩu bên cạnh những tình huống "tinh tế, duyên dáng" khác. Tác giả bài viết đồng thời còn chỉ trích diễn xuất của Thái Hòa, cho rằng cách "chọc cười" của anh xuyên suốt các tác phẩm trước như Long Ruồi, Cưới ngay kẻo lỡ và Tèo em là "một màu". Một phản hồi tiêu cực khác đến từ Phan Cao Tùng, một nhà báo của Thanh Niên, anh cho rằng bộ phim là một "sản phẩm thụt lùi" sau "bước giậm chân tại chỗ" Tèo em của đạo diễn Charlie Nguyễn, chỉ trích phần biểu diễn quá quen thuộc của Thái Hòa.
Nhà báo Cát Khuê từ Tuổi trẻ Online cực kỳ chỉ trích bộ phim, gọi đây là một bộ phim hài thương mại "dễ dãi" chỉ vì doanh thu, dù "gọn gàng" hơn Tèo em nhưng cô vẫn đồng ý với thể loại "hài nhây" mà cư dân mạng đã gán cho bộ phim và cả Tèo em, từ mà cô giải nghĩa là "để kéo được tiếng cười, đạo diễn không ngần ngại cho diễn viên tấu hài trên màn ảnh, những đoạn chủ tâm chọc cười được kéo nhây, tãi dài ra đến sốt ruột bất chấp logic của câu chuyện". Tuấn Lương từ Zing cũng đồng ý với nhận xét về logic của phim, tuy nhiên anh vẫn dành tặng cho bộ phim 3,5/5 điểm và gọi Để Mai tính 2 là phim hài "nhảm đẳng cấp". "Bởi sự nhảm trong Để Mai tính 2 vẫn gây ra tiếng cười một cách hết sức hiệu quả, qua một số câu thoại rất đời, qua một vài chi tiết bất ngờ, đáng giá", anh nhận xét. Tuấn Lương đồng thời cũng khen ngợi phần trình diễn của Thái Hòa dù cho rằng anh đã bắt đầu "cảm giác quen thuộc" và không bị bất ngờ như những vai trước của nam diễn viên, kết luận bằng việc thắc mắc liệu Thái Hòa sẽ có bước đột phá nào khác trong tương lai.
Nhà báo Anh Trâm từ VnExpress khen ngợi tài diễn xuất của Thái Hòa cùng những tình huống hài trong phim, dù thế cô vẫn cho rằng cốt truyện Để Mai tính 2 là "không thuyết phục" hay hấp dẫn như phần đầu và đồng ý rằng phim đã quá lạm dụng yếu tố đồng tính để gây cười cho khán giả. Tuy nhiên, Anh Trâm vẫn kết luận rằng đây là "một bộ phim hài thuần túy" và vẫn sẽ là "một bộ phim giải trí khá tốt" nếu người xem không màng đến vấn đề LGBT trong phim và "không quá khó tính về kịch bản". Diễn xuất của Diễm My và Quang Sự trong phim còn bị Anh Trâm đánh giá là "khá nhạt nhòa", bên cạnh màn "tung hứng khá nhịp nhàng" giữa Thái Hòa, Huy Khánh và Thu Trang. Phản bác nhận định trên, Diễm My cho rằng nhân vật của cô không có quá nhiều tình huống để bộc lộ hết nội tâm nhân vật, cũng như hi vọng được chứng minh khả năng của mình trong bộ phim đang được chiếu cùng thời điểm, Tốc độ & Đường cong. Nam diễn viên Quang Sự lại đồng tình với ý kiến trên, nhưng cho rằng thời gian tìm hiểu nhân vật của anh còn ngắn ngủi, nên anh chưa hiểu rõ nhân vật.

### Chỉ trích từ cộng đồng LGBT
Kể từ khi ra mắt, bộ phim đã bị một bộ phận cộng đồng LGBT phản đối gay gắt. Trang Facebook Tôi Đồng Ý khẳng định người chuyển giới đã bị "đem ra làm trò cười một cách đầy định kiến" và "bị làm nhục công khai trong một bộ phim điện ảnh được trình chiếu toàn quốc" cũng như kêu gọi các thành viên sử dụng hashtag #hoikhongthetinh (Hội không thể tính) nhằm ngăn cản các khán giả có ý định xem phim. Trong loạt những ý kiến và thông điệp không hài lòng về bộ phim, Tôi Đồng Ý cũng cho rằng bộ phim đã "làm xấu hình ảnh của người đồng tính, gây phản cảm trong dư luận và sử dụng người đồng tính làm công cụ để chọc cười, thu lợi nhuận". Chính đạo diễn Charlie Nguyễn và Thái Hòa cũng đã từng bị chỉ trích bởi những chi tiết xúc phạm cộng đồng LGBT trong bộ phim năm 2013 Tèo em, dù cả hai đã lên tiếng xin lỗi và xin rút kinh nghiệm trong các tác phẩm sau.
Cảnh phim bị phản đối và nhắc đến nhiều nhất là cảnh nhân vật Hội bị tạm giam và đòi hỏi được chuyển sang phòng giam nữ, nhưng anh đã lập tức đổi ý khi phát hiện ra trong phòng giam vẫn còn có một người đàn ông vạm vỡ khác.
Hành động phản đối này nhận được nhiều ủng hộ cũng như gặp nhiều phản đối. Nhiều ý kiến cho rằng bộ phim chỉ mang tính hài hước nhẹ nhàng cũng như không có chủ ý châm biếm hay bài xích cộng đồng LGBT. Theo báo Thanh Niên, hai ý kiến trái ngược nhau này đã gây ra một "cuộc chiến" trên Facebook và các diễn đàn khác.
Nhà báo Cát Khuê từ Tuổi trẻ Online đồng thời cũng chỉ trích nhân vật Hội trong phần phim này, cho rằng nếu phần đầu nhân vật cho người xem "vừa cười vừa thương cảm chia sẻ" thì ở phần sau, nhân vật đã vượt qua ranh giới và biến mình thành một "trò lố".
Đạo diễn Charlie Nguyễn gọi những ý kiến phản đối là "định kiến, một cách nhìn nhận không chính xác", cho rằng bản chất của Để Mai tính 2 là một bộ phim hài, nên nhân vật Hội phải bắt buộc rơi vào những tình huống gây cười, vốn phụ thuộc vào kỹ thuật, kịch bản và diễn viên chứ không do những đặc trưng của người đồng tính.
Thái Hòa cho rằng việc sử dụng yếu tố đồng tính trong phim khiến anh có cảm giác như mình "đang đi trên một sợi dây", "chệch hướng một chút thôi là sẽ rất nguy hiểm". Anh cho rằng hình tượng "chuyển giới" của Hội đã làm khó chịu những "gay kín" trong khi cộng đồng LGBT lại quá "nhạy cảm", dù không than trách những ý kiến phản đối, nhưng anh vẫn cho rằng mình không thể "chiều lòng tất cả".